# Jan Polewka
Jan Polewka (ur. 1945 w Krakowie) – polski scenograf i reżyser teatralny, syn literata Adama Polewki. 

## Życiorys
Studiował na krakowskiej Akademii Sztuk Pięknych u Jonasza Sterna i Andrzeja Stopki. Studia ukończył w roku 1970. 
Opracowywał scenografie i kostiumy dla Teatru im. Wojciecha Bogusławskiego w Kaliszu, Teatru im. Jana Kochanowskiego w Opolu, Teatru Współczesnego w Warszawie, Starego Teatru im. Heleny Modrzejewskiej w Krakowie oraz Opery Wrocławskiej. 
W roku 1971 rozpoczął współpracę z włoskim reżyserem Giovannim Pampiglione, z którym zrealizował kilka sztuk Carla Gozziego i Carla Goldoniego. 
W latach 1990–1998 był dyrektorem krakowskiego Teatru Lalki, Maski i Aktora „Groteska”. Od października 2017 dyrektor ds. artystycznych Narodowego Starego Teatru im. Heleny Modrzejewskiej w Krakowie.
W maju 2022 roku został laureatem nagrody Krakowska Książka Miesiąca za książkę Dom pod wiecznym piórem : leksykon legendarnego Domu Literatów w Krakowie.

## Przebieg pracy
- 1973-1975 Teatr im. Aleksandra Fredry, Gniezno (stanowisko: scenograf)
- 1974-1977 Teatr Rozmaitości, Warszawa (stanowisko: scenograf)
- 1975-1979 Teatr im. Jana Kochanowskiego, Opole (stanowisko: scenograf)
- 1979-1981 Teatr im. Stefana Jaracza, Łódź (stanowisko: scenograf)
- 1981-1990 Stary Teatr im. Heleny Modrzejewskiej, Kraków (stanowisko: scenograf)
- 1983-1990 Teatr Polski, Warszawa (stanowisko: scenograf)
- 1990-1998 Teatr Lalki i Maski "Groteska", Kraków (stanowisko: dyrektor naczelny i artystyczny)
- 1998-2005 Teatr Lalki, Maski i Aktora "Groteska", Kraków (stanowisko: kierownik literacki)
- 2005-2011 Teatr Lalki, Maski i Aktora "Groteska", Kraków (stanowisko: scenograf)
- 2017-2018 Narodowy Stary Teatr im. Heleny Modrzejewskiej, Kraków (stanowisko: zastępca dyrektora ds. artystycznych)[3]